# Augusto Vianesi
Augusto Vianesi (Liorna, Toscana, 1837 - Nova York, EUA, 1908) fou un director d'orquestra italià, nacionalitzat francès el 1885.
Pertanyent a una família de músics, adquirí gran anomenada com a director d'orquestra i mestre concertador. Recolzat per Rossini es donà conèixer favorablement a París el 1858, passant després als teatres Drury Lane, de Londres, i l'Imperial de Sant Petersburg. Durant dotze anys consecutius fou director del Covent Garden de Londres, i actuà amb grans aplaudiments en els principals teatres d'òpera d'Europa i Amèrica, entre ells el Gran Teatre del Liceu de Barcelona les temporades (1865-1866 i 1866-1867). El 1887 fou nomenat director de l'Òpera de París.